# Białobrzegi (Legionowo)
Pour les articles homonymes, voir Białobrzegi (homonymie).
Białobrzegi (prononciation : [bjawɔˈbʐɛɡi]) est un village polonais de la gmina de Nieporęt dans le powiat de Legionowo de la voïvodie de Mazovie dans le centre-est de la Pologne.
Il se situe à environ 3 kilomètres au nord-est de Nieporęt (siège de la gmina), 11 kilomètres au nord-est de Legionowo (siège du powiat) et à 26 kilomètres au nord de Varsovie (capitale de la Pologne).
Le village possède approximativement une population de 1 208 habitants en 2008.

## Histoire
De 1975 à 1998, le village appartenait administrativement à la voïvodie de Varsovie.